# Jidvei
Jidvei – wieś w Rumunii, w okręgu Alba, w gminie Jidvei. W 2011 roku liczyła 1113 mieszkańców.